# Kalpana-1
Kalpana-1 (initialement MetSat-1) est le premier satellite météorologique indien. Il a été développé par l'ISRO, l'agence spatiale et placé en 2002 sur une orbite géostationnaire par une fusée PSLV-C. Depuis sa position fixe au-dessus de l'Inde, son instrument unique, un radiomètre VHRR/2, fournit des images toutes les 20 à 30 minutes des images dans trois longueurs d'onde comprenant le visible, l'infrarouge thermique et l'infrarouge moyen. Le satellite, conçu pour fonctionner durant 7 ans, est toujours opérationnel en 2017. 

## Contexte
Jusqu'au début des années 2000 les données météorologiques satellitaires sont fournies par des satellites géostationnaires à usage mixte de la série des INSAT. Ceux-ci emportent une charge utile dédiée aux télécommunications avec les instruments météorologiques. Au début des années 2000 la perte des instruments météorologiques embarqués à bord d'INSAT-2E et de INSAT-2B imposent le développement d'un nouveau satellite uniquement destiné à couvrir des besoins météorologiques.

## Caractéristiques techniques
Kalpana-1 est construit par ISRO Satellite Centre (Ahmedabad) autour d'une nouvelle plateforme I-1000 dont la structure est réalisée en plastique à renfort fibre de carbone. Le satellite de forme cubique (1,5 mètre de côté) comporte en son centre une structure cylindrique qui supporte les efforts de poussée durant le lancement. Dans le cylindre sont logés les deux réservoirs d'ergols sphériques contenant les ergols MON-3 et MMH utilisés par le moteur d'apogée LAM de 440 N chargé de placer le satellite sur son orbite géostationnaire. Le satellite est stabilisé 3 axes et son orientation est déterminée à l'aide de viseurs d'étoiles, de gyromètres, de capteurs de Terre et de capteurs solaires. Les corrections d'orientation sont effectuées à l'aide de roues de réaction qui dont désaturées par des magnéto-coupleurs et de 8 petits moteurs fusées à ergols liquides de 22 newtons de poussée. L'énergie électrique est fournie par un panneau solaire unique de 2,15 × 1,85 mètre utilisant des cellules solaires à l'arséniure de gallium et fournissant 550 watts.

## Instruments
L'instrument principal du satellite est un radiomètre (VHRR) à très haute résolution (2 km × 2 km)  qui effectue ses observations dans trois longueurs d'onde : lumière visible (0,55 - 0,75 µm), l'infrarouge thermique (10,5 - 12,5 µm) et l'infrarouge correspondant aux émissions de la vapeur d'eau (5.7 - 7.1 µm). Les images réalisées permettent de mesurer la couverture nuageuse, l'humidité de l'air et la température de l'atmosphère au-dessus de l'Inde et des régions voisines. L'instrument dispose de 3 modes de fonctionnement caractérisées par un intervalle de vue entre deux prises de vue plus ou moins rapproché : l'hémisphère complet  (20º Nord-Sud x 20º Est-Ouest) peut être fourni toutes les 33 minutes, une vue plus restreinte (14º Nord-Sud x 20º Est-Ouest) toutes les 23 minutes et enfin un mode rapide (4,5º Nord-Sud x 20º Est-Ouest) permet 3 prises d'images en 23 minutes et est utilisé pour suivre les phénomènes métrologiques violents (cyclones, etc.),.
Le répéteur DRT (Data Relay Transponder) est utilisé pour relayer vers une station terrestre les données fournies par des stations météorologiques non reliées.

## Déroulement de la mission
Le satellite est lancé en orbite le 12 septembre 2002 par une fusée PSLV-C4 tirée depuis la base de lancement de Satish Dhawan. Le lanceur la place sur une orbite de transfert géostationnaire de 220 km x 34,500 km puis le moteur d'apogée du satellite le place sur une orbite géostationnaire à la latitude 74,1°. Le satellite est désormais géré par le centre de contrôle MCF situé à Hassan dans le sud-ouest de l'Inde tandis que les données météorologiques sont recueillies par un centre situé à New Delhi. La phase opérationnelle de la mission débute le 23 septembre 2002. Initialement nommé MetSat 1, le satellite est rebaptisé  le 5 février 2003 Kalpana-1  en l'honneur de l'astronaute américaine d'origine indienne Kalpana Chawla victime quelques jours auparavant  de l'accident de la navette spatiale Columbia. En 2017, 14 ans après son lancement, le satellite est toujours opérationnel. Toutefois du fait d'une inclinaison orbitale (3,8°) s'écartant trop de la position initiale, le répéteur DCS n'est plus utilisé.  